# Ксав'є Долан
Ксав'є́ Дола́н (повне ім'я — Ксав'є́ Дола́н-Тадро́с; фр. Xavier Dolan-Tadros; * 20 березня 1989) — канадський актор, кінорежисер, сценарист і продюсер.

## Біографія

### Ранні роки
Народився 20 березня 1989 року в Монреалі, провінція Квебек, Канада. Його батьки — тато Мануель Тадрос, актор єгипетського походження, і мати — Женев'єв Долан, керівник приймальної комісії коледжу, розлучилися, коли йому було два роки. Надалі хлопчика виховувала мати.

### Кар'єра
Долан дебютував у дуже ранньому віці, знімаючись у рекламних роликах для аптечної компанії. Потім знімався у фільмах і серіалах як дитячий актор. У 2006 році знявся в короткометражці «Дзеркальне літо» режисера Етьєна Дерозьє, яка перемогла на Берлінському кінофестивалі. У 2007 році знявся в фільмі «Мучениці» Паскаля Лож'є.

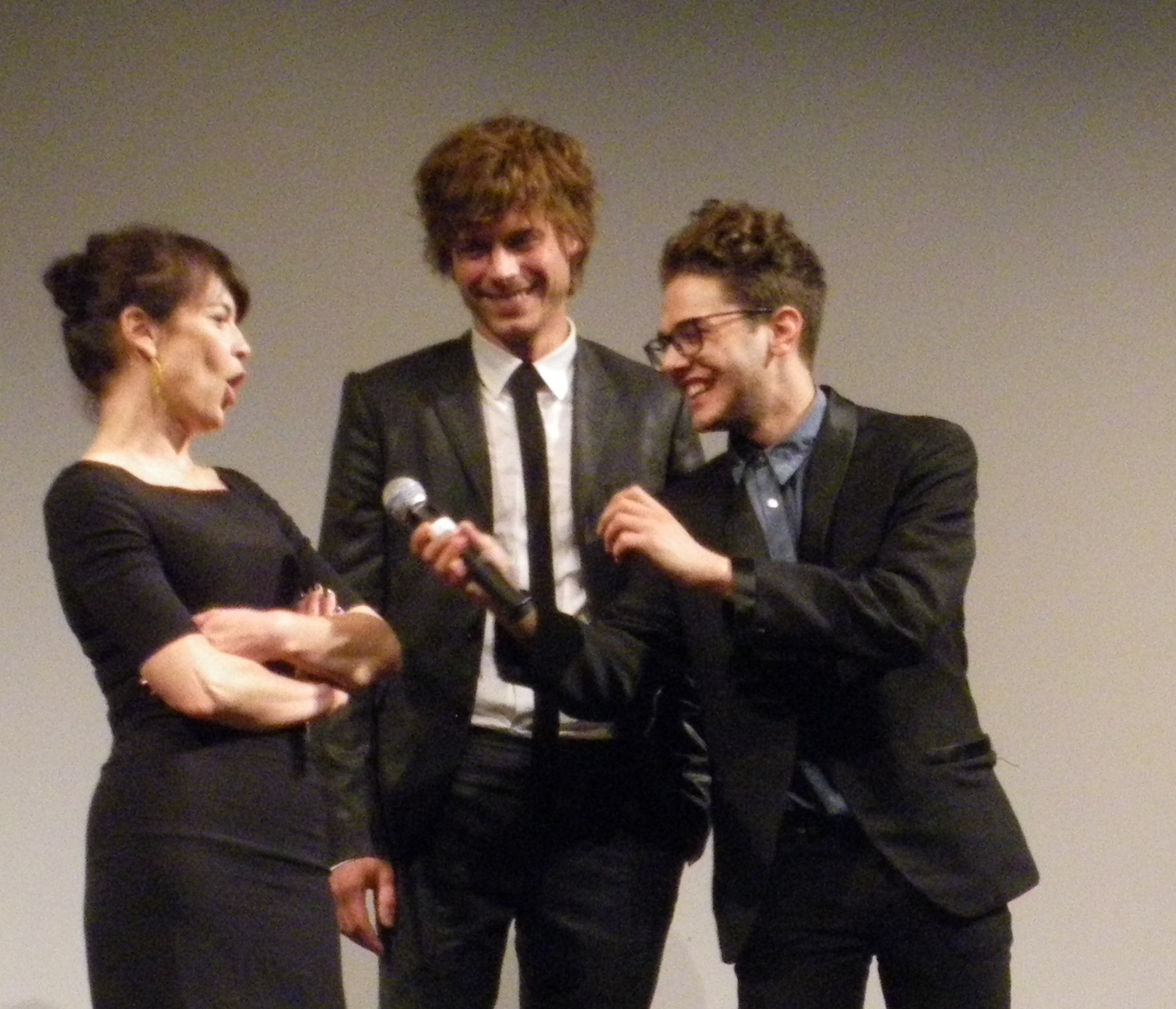
Енн Дорваль, Франсуа Арно і Ксав'є Долан на Кінофестивалі в Торонто в 2009 році

Режисерський дебют — кінофільм «Я вбив свою маму», виграв три номінації в програмі «Двотижневик режисерів» Каннського кінофестивалю в 2009 році, а також був номінований Канадою на премію «Оскар».
Того ж року Ксав'є брав участь у дублюванні мультсеріалу «Південний Парк» французькою — Долан озвучив Стена.
У 2010 році Долан зняв свій другий фільм «Уявне кохання», який виграв Приз молодого журі програми «Особливий погляд» Каннського кінофестивалю і головний приз Сіднейського кінофестивалю.
Головною темою третього фільму Долана, «Лоранс у будь-якому випадку», стала трансгендерність. Фільмування за його власним сценарієм закінчилися влітку 2011 року. Прем'єра стрічки відбулася 18 травня 2012 року на Каннському кінофестивалі.
У 2012 році Ксав'є Долан брав участь в озвучуванні французькою мовою фільму жахів «Щоденники Чорнобиля». Того ж року Долан оголосив про наміри знімати свій четвертий фільм за п'єсою канадського драматурга Міхаеля Бачарда «Том на фермі» (фр. Tom à la Ferme). Прем'єра фільму відбулася 2 вересня 2013 року на Ювілейному 70-му Венеційському кінофестивалі, під час якого Ксав'є за свій фільм став володарем Призу ФІПРЕССІ.
У 2014 році вийшов фільм «Пісня слона» Шарля Бінаме, де у головній ролі знявся Ксав'є Долан (Майкл Алін). Кінострічка була презентована на 2014 Toronto International Film Festival.

Також у 2014 році на екрани вийшла п'ята повнометражна робота Ксавьє Долана «Мамочка», тематично близька його дебютній картині «Я вбив свою маму». У центрі фільму знову опинилися відносини матері-одиначки і її проблемного сина. Роль останнього виконав канадський актор Антуан-Олів'є Пілон, а в образі матері знову постала Енн Дорваль. Прем'єра фільму відбулася в основному конкурсі Каннського кінофестивалю, за підсумками якого Долан був удостоєний Призу журі. У лютому 2015 «Мамочка» отримала найвищу французьку кінопремію «Сезар» як найкращий іноземний фільм.

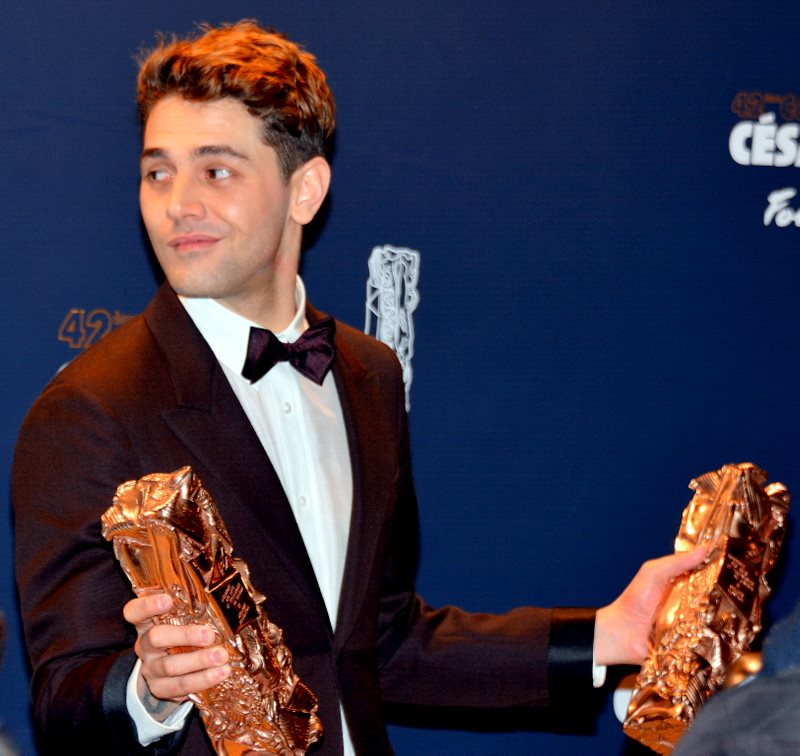
Зі своїми нагородами «Сезар» на 42-ій церемонії вручення у 2017 році.

У 2015 році Долан став режисером кліпу Адель на пісню «Hello». Прем'єра ролика відбулася на каналі Vevo співачки 23 жовтня 2015 року. Протягом доби ролик набрав понад 27 млн переглядів, й тим самим встановив новий рекорд.
У 2016 році відбулася прем'єра фільму «Це всього лиш кінець світу». За фільм Долан отримав Гран-прі 69-го Каннського кінофестивалю. Світова прем'єра стрічки відбулась 19 травня 2016 року, а в Україні — 16 вересня 2016 року.
10 вересня 2018 року, на міжнародному кінофестивалі в Торонто, відбулася прем'єра сьомого фільму Долана, «Смерть і життя Джона Ф. Донована», який став його англомовним дебютом. У головних ролях знялися Кіт Герінгтон, Наталі Портман, Джейкоб Трембле, Кеті Бейтс, Сьюзен Серендон та Тенді Ньютон.
Також у 2018 році Долан зіграв у фільмах «Погані часи у „Ель Роялі“» та «Зниклий хлопчик».
У грудні 2021 року Долан підтвердив в Instagram завершення знімання своєї першої телевізійної драми "Ніч, коли Лоґан прокинувся" за однойменною п'єсою Мішеля Марка Бушара.
Долан є співвласником разом із продюсеркою Ненсі Ґрант продюсерської компанії Sons of Manual.

## Особисте життя
Долан — відкритий гей. Він описав фільм «Я вбив свою маму» як напівавтобіографічний.
Своїм першим коханням режисер називає Леонардо Ді Капріо. Долан не раз розповідав пресі, як у дитинстві писав акторові листи.

## Стиль
Картини Долана зазвичай досліджують мотиви стосунків матері й сина, глибинно зображають проблематику ЛГБТ-спільноти та завжди центруються на персонажі, який переживає умовний остракізм в тій чи іншій формі. Роботам режисера притаманна велика кількість великих планів, неординарне використання хітових синглів в окремих сценах (наприклад як у сцені з треком Wonderwall гурту Oasis в стрічці «Мамочка»). Переглянувши в юності понад кілька тисяч фільмів, Ксав'є Долан достатньо часто цитує у своїх власних картинах таких майстрів кінематографу як Міхаель Ганеке, Стенлі Кубрик та Ґас Ван Сент.

## Фільмографія

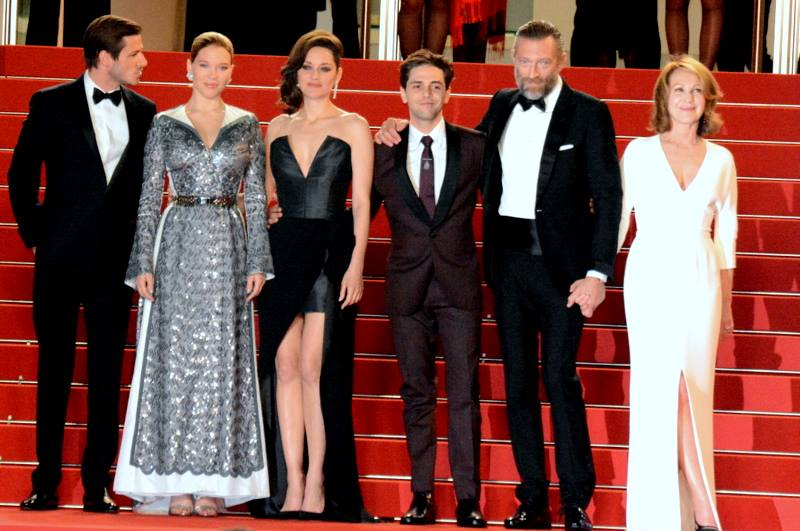
Ксав'є з акторами фільму «Це всього лиш кінець світу» на Каннському кінофестивалі у 2016 році.

### Актор
- 1994 — «Дякую» (телесеріал) — Філс
- 1994 — Реклама аптеки «Jean Coutu Group» — Максім
- 1997 — «Омерта» (телесеріал) — Ніколя
- 1997 — «Орел або решка» — Эдуар Самон
- 1999 — «Пісочна людина» (короткометражний фільм) — Юнак
- 2001 — «Таємна фортеця» — Мішель
- 2001 — «Золото» — Жеремі Салліван
- 2005 — «Ставлення» (короткометражний фільм) — Етьєн
- 2006 — «Дзеркальне літо» (короткометражний фільм) — Жульєн
- 2007 — «С'юзі» — Панк
- 2008 — «Мучениці» — Антуан
- 2009 — «Я вбив свою маму» — Юбер Мінель
- 2010 — «Уявне кохання» — Франсіс
- 2010 — «Добрі сусіди» — Жан-Марк
- 2013 — «Том на фермі» — Том
- 2014 — «Пісня слона» — Майкл Алін
- 2018 — «Зниклий хлопчик» — Джон
- 2018 — «Погані часи у „Ель Роялі“» — Бадді Сандей
- 2019 — «Воно. Частина друга» — Едріан Меллон
- 2019 — «Маттіас і Максим» — Макс

### Режисер і сценарист
- 2009 — «Я вбив свою маму» / J'ai tué ma mère
- 2010 — «Уявне кохання» / Les amours imaginaires
- 2012 — «Лоранс у будь-якому випадку» / Laurence Anyways
- 2013 — «Том на фермі» / Tom à la ferme
- 2014 — «Мамочка» / Mommy
- 2016 — «Це всього лиш кінець світу» / Juste la fin du Monde
- 2018 — «Смерть і життя Джона Ф. Донована» / The Death and Life of John F. Donovan
- 2019 — «Маттіас і Максим» / Mathias & Maxime

### Кліпи
- 2013 — «College Boy» (Indochine)

- 2015 — «Hello» (Adele)